# Al-Hajar al-Aswad
Al-Hajar al-Aswad (tiếng Ả Rập: الحجر الأسود, có nghĩa là Đá Đen) là một thành phố Syria chỉ 4 km (2 mi) về phía nam của trung tâm Damascus thuộc quận Darayya của Tỉnh Rif Dimashq.
Theo Cục Thống kê Trung ương Syria (CBS), Al-Hajar al-Aswad có dân số 84.948 trong cuộc điều tra dân số năm 2004, khiến nó trở thành thành phố lớn thứ 13 trên mỗi thực thể địa lý ở Syria.

## Lịch sử
Trong cuộc Nội chiến Syria, vào ngày 26 tháng 7 năm 2012, giao tranh đã được báo cáo ở vùng ngoại ô Al-Hajar al-Aswad của thủ đô, một nơi được mô tả là nhà của hàng ngàn người tị nạn nghèo từ Cao nguyên Golan do Israel chiếm đóng, đi đầu trong phong trào chống lại Assad. Quân đội Syria Tự do đã rút về vùng ngoại ô phía nam Al-Hajar al-Aswad với vùng ngoại ô bị lực lượng Chính phủ pháo kích và một nhà hoạt động trong khu vực nói rằng vẫn còn những cuộc đụng độ đang diễn ra ở phía nam thành phố. Vào ngày 27 tháng 7 năm 2012, quân đội đã lấy lại. Vào ngày 30 tháng 10 năm 2012, các cuộc đụng độ đã nổ ra ở Al-Hajar Al-Aswad giữa phiến quân và quân đội, lan vào trại Yarmuk Palestine liền kề.
Vào ngày 19 tháng 11, phiến quân đã chiếm giữ trụ sở của một tiểu đoàn quân đội và căn cứ phòng không ở rìa ngoại ô, biến nó thành căn cứ quân sự gần nhất đến Trung tâm Damascus để nằm dưới sự kiểm soát của phiến quân. Tháng 1 năm 2014, các báo cáo chỉ ra rằng các máy bay chiến đấu của phe đối lập chạy trốn khỏi các thị trấn sụp đổ tập trung ở các thành trì còn lại, đặc biệt là Al-Hajar al-Aswad.
Khu vực này trở thành điểm nóng cho Nhà nước Hồi giáo Iraq và hoạt động của phiến quân Levant, những người kiểm soát các khu vực rộng lớn của quận và sử dụng nó để làm sân khấu cho cuộc tấn công của họ vào Trại Yarmouk năm 2015.
Toàn bộ vị trí của Al Hajar al Aswad đã bị Quân đội Ả Rập Syria (SAA) bắt giữ từ ISIL vào ngày 16 tháng 5 năm 2018. Trại Yarmouk vẫn nằm dưới sự kiểm soát của ISIL. SAA đã tấn công cả hai địa điểm như là một phần của cuộc tấn công bắt đầu vào ngày 1 tháng 5 năm 2018.
Vào cuối ngày 21 tháng 5 năm 2018, ISIL hoàn toàn rời khỏi Nam Damascus, do đó cho phép Quân đội Ả Rập Syria kiểm soát hoàn toàn thủ đô sau 6 năm.